# Барвиновка (Новониколаевский район)
Барви́новка (укр. Барвінівка) — село,
Барвиновский сельский совет,
Новониколаевский район,
Запорожская область,
Украина.
Код КОАТУУ — 2323680401. Население по переписи 2001 года составляло 490 человек.
Является административным центром Барвиновского сельского совета, в который, кроме того, входят сёла
Васильковое и
Зарница.

## Географическое положение
Село Барвиновка находится на правом берегу реки Верхняя Терса в месте впадения в неё реки Солёная,
выше по течению на расстоянии в 4 км расположено село Любицкое,
ниже по течению на расстоянии в 1,5 км расположено село Воскресенка.
Через село проходит автомобильная дорога Т-0408.

## История
- 1850 год — дата основания как село Ханюково.
- В 1922 году переименовано в село Краснополь, а затем в село Барвиновка.

## Экономика
- «Барви», ООО.

## Объекты социальной сферы
- Школа I—II ст.
- Детский сад.
- Дом культуры.
- Фельдшерско-акушерский пункт.